# Greystanes, New South Wales
Greystanes este o suburbie în Sydney, Australia.